# Giuliano Montaldo

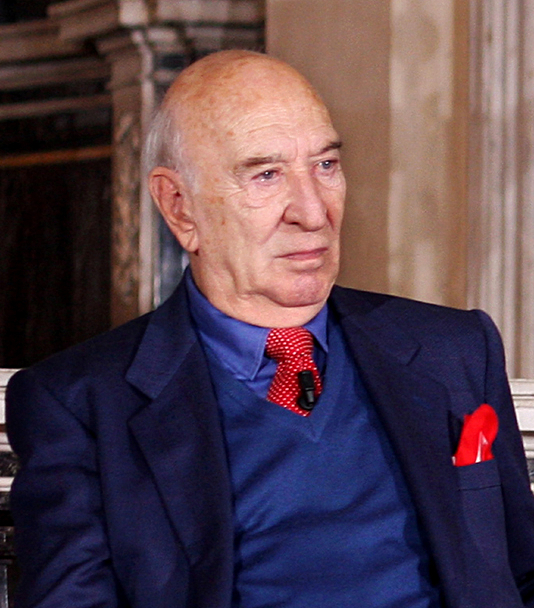
Giuliano Montaldo (November 2012)

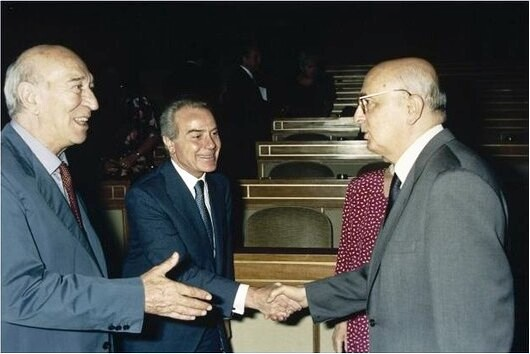
Giuliano Montaldo (links) und Gianni Letta (Mitte) mit Giorgio Napolitano, damals Präsident der Camera dei deputati (1993)

Giuliano Montaldo (* 22. Februar 1930 in Genua; † 6. September 2023 in Rom) war ein italienischer Filmregisseur.

## Leben und Werk
Noch während seiner Studentenzeit wurde Montaldo von Regisseur Carlo Lizzani für die Hauptrolle in dessen Film Achtung! Banditi! (1950) verpflichtet. Schauspielerrollen bei Luciano Emmer, Valerio Zurlini und Francesco Maselli folgten. Nach diesen Erfahrungen begann Montaldo eine Ausbildung zur Regieassistenz bei Lizzani und Gillo Pontecorvo. Erste eigene kurze Filme entstanden in den Jahren 1958/1959.
1960 drehte er seinen ersten abendfüllenden Film Tiro al piccione über eine Jugend in der Republik von Salò, der 1961 im Wettbewerb des Filmfestivals von Venedig lief. 1965 folgte Una bella grinta, für den er auch selbst das Drehbuch schrieb. Die zynische Handlungsentwicklung hatte den wirtschaftlichen Aufschwung Italiens zum Gegenstand. Der Film gewann bei der Berlinale den Sonderpreis der Jury.
Montaldo setzte seine Karriere mit den Filmen Die im Dreck krepieren (1969) und Sacco e Vanzetti (1971) fort (vgl. zum historischen Kriminalfall den Artikel Sacco und Vanzetti). Für Gott mit uns, einen Film über den Missbrauch des Militärs und religiöse Macht, war er bei den Filmfestspielen von Cannes erneut für die Goldene Palme nominiert. Montaldo blieb als Regisseur bis zuletzt 2011 tätig. Als Schauspieler war er bis 2022 zu sehen.
1982 produzierte er die monumentale Fernsehserie Marco Polo, für die er mit dem Emmy ausgezeichnet wurde.
Für sein Lebenswerk erhielt er 2007 den David di Donatello. Mit seinem Film Der Unternehmer (L’industriale) gewann er 2012 den Globo d’Oro für den besten Film.
Er verstarb am 6. September 2023 in Rom.

## Filmografie

### Regie
- 1961: Tiro al piccione
- 1963: Nudi per vivere
- 1964: Seitensprünge (Extraconiugale) – Regie der 3. Episode
- 1965: Una bella grinta
- 1967: Top Job (Ad ogni costo)
- 1968: Die Unschlagbaren (Gli intoccabili)
- 1969: Die im Dreck krepieren (Gott mit uns (Dio è con noi))
- 1971: Sacco und Vanzetti (Sacco e Vanzetti)
- 1973: Der Mönch von San Dominico (Giordano Bruno)
- 1976: Agnes geht in den Tod (Agnese va a morire)
- 1978: Der tödliche Kreis (Circuito chiuso)
- 1978: Das gefährliche Spielzeug (Il giocattolo)
- 1982: Marco Polo (Fernseh-Miniserie)
- 1984: L’addio a Enrico Berlinguer (Dokumentarfilm)
- 1987: Brille mit Goldrand (Gli occhiali d’oro)
- 1987: Control (Il giorno prima)
- 1989: Zeit zu leben, Zeit zu sterben (Tempo di uccidere)
- 1997: Le stagioni dell’aquila (Dokumentarfilm)
- 2008: I demoni di San Pietroburgo
- 2009: L’oro di Cuba (Dokumentarfilm)
- 2011: Der Unternehmer (L’industriale)

### Drehbücher für Filme anderer
- 1961: Die verlorene Legion (Orazi e curiazi) – Regie: Ferdinando Baldi
- 1986: Die Insel (Un’ isola) (Fernseh-Miniserie) – Regie: Carlo Lizzani

### Darsteller
- 1951: Achtung, Banditi! (Achtung! Banditi!)
- 1953: Am Rande der Großstadt (Ai margini della metropoli)
- 1953: Die Blinde von Sorrent (La cieca di Sorrento)
- 1954: Geschichten von armen Liebenden (Cronache di poveri amanti)
- 1954: Der letzte Schultag (Terza liceo)
- 1955: Die Verirrten (Gli sbandati)
- 1957: Die Frau des Tages (La donna del giorno)
- 1957: Der schönste Augenblick (Il momento più bello)
- 1959: Mein schöner Ehemann (Il nemico di mia moglie)
- 1993: Zeit des Zorns (Il lungo silenzio)
- 1995: Un eroe borghese
- 2006: Der Italiener (Il caimano)
- 2012: The Haunting of Helena
- 2016: L’abbiamo fatta grossa
- 2017: Alles was du willst (Tutto quello che vuoi)
- 2022: Un’ora sola (Kurzfilm)